# 1909 en football
Cet article présente les faits marquants de l'année 1909 en football.

## Février
- 10 février : match inter-ligues à Belfast opposant une sélection du championnat d'Irlande à une sélection du championnat écossais. Les Écossais s'imposent 2-1.
- 13 février : à Bradford, l'Angleterre bat l'Irlande 4-0.

## Mars
- 1er mars : à Wrexham, le pays de Galles bat l'Écosse 3-2.
- 15 mars : à Nottingham, l'Angleterre bat le pays de Galles 2-0.
- 15 mars : à Glasgow, l'Écosse bat l'Irlande 5-0.
- 20 mars : à Belfast, le pays de Galles bat l'Irlande 3-2.
- 21 mars : à Anvers, les Pays-Bas s'imposent 4-1 contre la Belgique.

## Avril
- 3 avril : à Londres (Crystal Palace), l'Angleterre bat l'Écosse 2-0.
- Celtic FC est champion d'Écosse.
- Newcastle UFC champion d'Angleterre. Ce titre fut acquis après une fin de saison en boulet de canon des Magpies. Ces derniers perdent en effet 9-1 face aux rivaux de Sunderland puis s'inclinent 6-5 à Anfield contre Liverpool FC. Après ces deux revers, Newcastle remporte dix de ses onze derniers matches pour terminer avec sept points d'avance sur Everton au classement général.
- Linfield FC est champion d'Irlande.
- 8 avril : à Madrid, le Club Ciclista San Sebastien remporte la Coupe d'Espagne face à l'Espagnol FC Madrid, 3-1.
- 10 avril : à Dublin, Cliftonville FAC remporte la Coupe d'Irlande face à The Bohemians FAC Dublin (2-1).
- 17 avril : Celtic FC et Rangers FC se séparent sur un score nul de 1-1 à l'occasion de la finale de la Coupe d'Écosse. Le règlement de l'épreuve ne prévoyait pas de prolongation au terme du premier match, mais ceci déplu aux 60 000 supporters présents dans le stade. Ces derniers commencèrent à tout casser et à mettre le feu au stade, agressant même les pompiers venus pour éteindre l'incendie… La fédération écossaise décida de ne pas faire rejouer cette finale et de ne pas attribuer la Cup cette année. Le club de Queen's Park qui possédait le stade en question fut dédommagé pour les dégâts…
- 17 avril : à Londres, l'Angleterre (Amateurs) s'imposent 11-2 face à la Belgique.
- 21 avril : Nottingham Forest FC s'impose 12-0 contre Leicester Fosse en championnat d'Angleterre. Trois joueurs de Forest marquent chacun un coup du chapeau. Devant ce score hors norme, une enquête fut menée par la FA pour étudier la possibilité de match arrangé. L'enquête révéla que les joueurs de Leicester passèrent la nuit précédant la rencontre à fêter le mariage d'un des joueurs de l'équipe…
- 24 avril : Manchester United remporte la Coupe d’Angleterre face à Bristol City FC, 1-0.
- 25 avril : à Colombes, le Stade helvétique de Marseille est champion de France USFSA en s'imposant 3-2 face au CA Paris.
  - Article détaillé : Championnat de France de football USFSA 1909
- 25 mars : à Rotterdam, les Pays-Bas s'imposent 4-1 contre la Belgique.
- 28 avril : à Londres (Stamford Bridge), deuxième édition du Charity Shield entre les champions d'Angleterre de la League et de la Southern League. Newcastle UFC (League) s'impose 2-0 sur Northampton Town FC (Southern League).
- 28 avril : Pro Vercelli champion d’Italie.
- La Royale Union Saint-Gilloise est championne de Belgique.
- Le Standard FC Liègeois accède pour la première fois à la Division d'Honneur (D1 belge).

## Mai
- 9 mai : à Bruxelles, la Belgique s'impose 5-2 face à la France.
- 9 mai : à Gentilly, l'AS des Bons Gars de Bordeaux est sacré champion de France FGSPF en s'imposant 5-1 face à l'AJ Auxerre.
- 16 mai : le Sparta Rotterdam est champion des Pays-Bas en s'imposant en finale nationale face à Wilhelmia Den Bosch. À l'aller, le Sparta s'impose 6-2 chez Whilhelmia ; au retour, le Sparta confirme en gagnant par 4-1.
- 29 mai : à Budapest, l'Angleterre bat la Hongrie 4-2.
- 30 mai : Phönix Karlsruhe est champion d’Allemagne en s'imposant 4-2 en finale nationale face à Viktoria'89.
- 31 mai : à Budapest, l'Angleterre bat la Hongrie 8-2.

## Juin
- 1er juin : à Vienne, l'Angleterre bat l'Autriche 8-1.
- 6 juin : les Young Boys de Berne remportent le Championnat de Suisse en s'imposant en finale nationale face au FC Winterthur, 1-0.
- La Jeunesse athlétique de Saint-Ouen est champion de France CFI en remportant le Trophée de France.

## Août
- 15 août : à Buenos Aires, l'Argentine bat l'Uruguay 2-1 dans le cadre de la Copa Lipton.

## Septembre
- 2 septembre : inauguration du stade de Carlisle United FC, Brunton Park, à l'occasion d'un match amical face à la réserve de Newcastle UFC.
- 5 septembre : à Londres (Stamford Bridge), troisième édition du Charity Shield entre les champions d'Angleterre de la League et de la Southern League. Brighton and Hove Albion FC (Southern League) s'impose 1-0 sur Aston Villa (League).
- Reforma AC est champion du Mexique.
- 26 septembre : Ski og FK Lyn Kristiana remporte la Coupe de Norvège en s'imposant 4-3 après prolongation face à Odds BK Skien.

## Octobre
- 3 octobre : fondation du club italien Bologne FC 1909.
- 9 octobre : match inter-ligues à Oldham opposant une sélection du championnat d'Irlande à une sélection du championnat anglais. Les Anglais s'imposent 8-1.
- 12 octobre : fondation du club brésilien du Coritiba.
- 24 octobre : inauguration du stade du Red Star, Stade de Paris (Saint-Ouen), à l'occasion d'un match amical face aux Londoniens d'Old Westmisters.
- 25 octobre : match inter-ligues à Glasgow opposant une sélection du championnat d'Irlande à une sélection du championnat écossais. Les Écossais s'imposent 2-0.

## Novembre
- 4 septembre : inauguration du stade de Colchester United FC, Layer Road, à l'occasion d'un match face à Shepherds Bush.
- 7 novembre : Alumni est champion d'Argentine à trois journées de la fin du championnat.
- 7 novembre : à Budapest, l'équipe d'Autriche et l'équipe de Hongrie font match nul 2-2.

## Décembre
- 5 décembre : Palmeiras champion de l'État de Sao Paulo (Brésil).
- 19 décembre : fondation du club allemand du Borussia Dortmund.

## Naissances
- 1er janvier : Laurent Di Lorto, footballeur français.
- 4 janvier : Roger Rolhion, footballeur français.
- 28 janvier : John Thomson, footballeur écossais.
- 11 février : Jean Gautheroux, footballeur français.
- 21 février : Auguste Jordan, footballeur autrichien naturalisé français.
- 7 mars : André Abegglen, footballeur suisse.
- 9 mars : Rudi Hiden, footballeur autrichien naturalisé français.
- 19 mars : Attilio Demaría, footballeur argentin naturalisé italien.
- 8 avril : Matthieu André, footballeur autrichien naturalisé français.
- 5 mai : José Padrón, footballeur espagnol.
- 26 mai : Matt Busby, footballeur et entraîneur écossais.
- 19 juin : Robert Défossé, footballeur français.
- 8 juillet : Louis Finot, footballeur français.
- 9 juillet : Sven Jonasson, footballeur suédois.
- 15 juillet : Georges Verriest, footballeur français.
- 5 août : Jean Le Guillou, dirigeant de club français.
- 7 septembre : Fryderyk Scherfke, footballeur polonais.
- 26 septembre : Ștefan Dobay, footballeur roumain.
- 14 octobre : Robert Mercier, footballeur français.
- 29 octobre : Yvan Beck, footballeur yougoslave naturalisé français.
- 4 novembre : Bert Patenaude, footballeur américain.
- 20 novembre : Vicente Feola, entraîneur brésilien.
- 25 novembre : Đorđe Vujadinović, footballeur yougoslave.
- 8 décembre : Mario Pizziolo, footballeur italien.
- 26 décembre : Oldřich Nejedlý, footballeur tchécoslovaque.

## Décès
- 31 janvier : Stanley Charles Harris, footballeur anglais.
- 4 avril : Orestes Quintana, footballeur espagnol.
- 7 août : Arthur Guillemard, footballeur anglais.
- 10 août : Alfredo Dick, dirigeant suisse.
- 6 novembre : Francis Becton, footballeur anglais.